# Oberndorf (Oste)

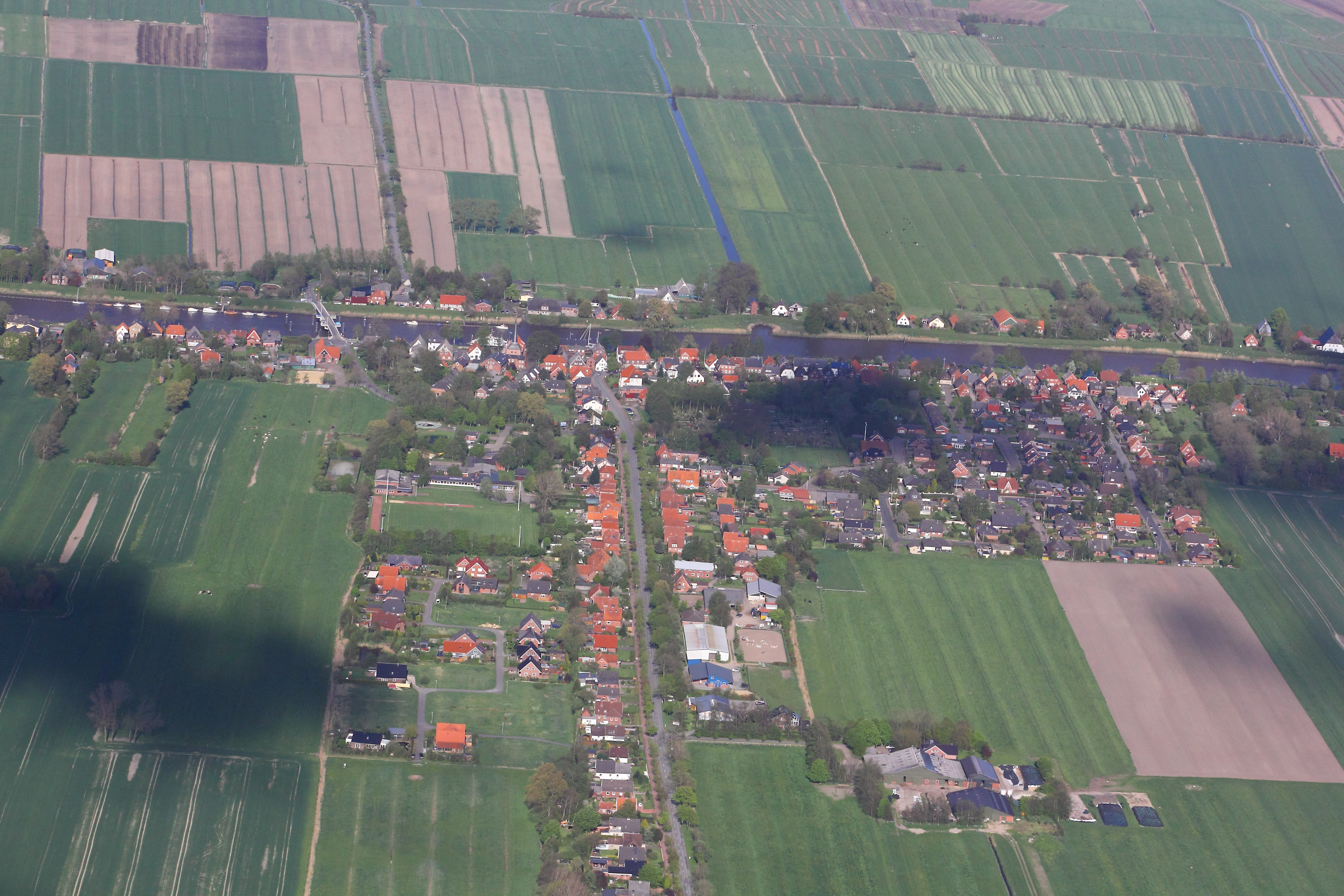
Oberndorf

Oberndorf is een gemeente in de Duitse deelstaat Nedersaksen. De gemeente maakte deel uit van de samtgemeinde Am Dobrock in het Landkreis Cuxhaven. Die samtgemeinde fuseerde per 1 januari 2016 met de Samtgemeinde Land Hadeln, waarbij Land Hadeln de naam werd voor de nieuwe samtgemeinde. Oberndorf telt 1.364 inwoners.
- Gemeinsame Normdatei: 16021214-5
- Virtual International Authority File: 127729190